# Давенпорт (Каліфорнія)
Давенпорт (англ. Davenport) — переписна місцевість (CDP) в США, в окрузі Санта-Крус штату Каліфорнія. Населення — 388 осіб (2020).

## Географія
Давенпорт розташований за координатами 37°1′5″ пн. ш. 122°11′50″ зх. д. / 37.01806° пн. ш. 122.19722° зх. д. (37.018022, -122.197107).  За даними Бюро перепису населення США в 2010 році переписна місцевість мала площу 7,37 км², з яких 7,34 км² — суходіл та 0,03 км² — водойми.

### Клімат
| Клімат : Давенпорт    | Клімат : Давенпорт | Клімат : Давенпорт | Клімат : Давенпорт | Клімат : Давенпорт | Клімат : Давенпорт | Клімат : Давенпорт | Клімат : Давенпорт | Клімат : Давенпорт | Клімат : Давенпорт | Клімат : Давенпорт | Клімат : Давенпорт | Клімат : Давенпорт | Клімат : Давенпорт |
| Показник              | Січ.               | Лют.               | Бер.               | Квіт.              | Трав.              | Черв.              | Лип.               | Серп.              | Вер.               | Жовт.              | Лист.              | Груд.              | Рік                |
| Середній максимум, °C | 15,9               | 16,8               | 18,0               | 19,7               | 21,2               | 22,7               | 23,0               | 23,5               | 23,6               | 21,9               | 18,3               | 15,6               | 20,0               |
| Середній мінімум, °C  | 4,9                | 5,9                | 6,7                | 7,5                | 9,2                | 10,8               | 12,1               | 12,2               | 11,4               | 9,4                | 6,8                | 4,9                | 8,5                |
| Норма опадів, мм      | 163                | 158                | 119                | 51                 | 22                 | 5                  | 0                  | 1                  | 7                  | 37                 | 95                 | 144                | 801                |
| Днів з опадами        | 10,6               | 10,9               | 10,0               | 5,9                | 3,3                | 1,3                | 0,3                | 0,7                | 1,5                | 3,5                | 7,5                | 10,7               | 66,2               |
| --------------------- | ------------------ | ------------------ | ------------------ | ------------------ | ------------------ | ------------------ | ------------------ | ------------------ | ------------------ | ------------------ | ------------------ | ------------------ | ------------------ |
| Джерело: NOAA         |                    |                    |                    |                    |                    |                    |                    |                    |                    |                    |                    |                    |                    |

## Демографія
Згідно з переписом 2010 року, у переписній місцевості мешкало 408 осіб у 123 домогосподарствах у складі 78 родин. Густота населення становила 55 осіб/км².  Було 139 помешкань (19/км²).
Расовий склад населення:
| - 66,7 % — білих - 2,9 % — азіатів - 1,5 % — чорних або афроамериканців - 1,2 % — корінних американців - 20,1 % — осіб інших рас |

До двох чи більше рас належало 7,6 %. Частка іспаномовних становила 42,2 % від усіх жителів.
За віковим діапазоном населення розподілялося таким чином: 19,4 % — особи молодші 18 років, 70,6 % — особи у віці 18—64 років, 10,0 % — особи у віці 65 років та старші. Медіана віку мешканця становила 40,3 року. На 100 осіб жіночої статі у переписній місцевості припадало 137,2 чоловіків;  на 100 жінок у віці від 18 років та старших — 141,9 чоловіків також старших 18 років.
Середній дохід на одне домашнє господарство  становив 72 502 долари США (медіана — 60 625), а середній дохід на одну сім'ю — 78 389 доларів (медіана — 66 250). Медіана доходів становила 35 547 доларів для чоловіків та 50 875 доларів для жінок. За межею бідності перебувало 6,1 % осіб, у тому числі 0,0 % дітей у віці до 18 років та 4,9 % осіб у віці 65 років та старших.
Цивільне працевлаштоване населення становило 168 осіб. Основні галузі зайнятості: освіта, охорона здоров'я та соціальна допомога — 26,8 %, виробництво — 14,3 %, транспорт — 10,7 %, роздрібна торгівля — 10,1 %.